# Phuntsho Choden
Este nombre es empleado según las costumbres de Bután. Los butaneses tienen dos nombres, ninguno de los cuales es un apellido o nombre familiar, a menos que la persona que lo lleve sea de la nobleza o la realeza.
Ashi Phuntsho Choden (1911-24 de agosto de 2003) fue la Reina Abuela de Bután. Fue llamada en su país la Real Abuela.

## Biografía
Ashi Phuntsho Choden nació en 1911 en el Palacio de Wangducholing, siendo hija de Dasho Jamyang, Chumed Zhalgno, (de la familia Tamzhing Choji, también conocida como la familia Myo) y de Ashi Decho, hija a su vez de Ashi Yeshay Choden (quien era la hermana del I Druk Gyalpo, Gongsar Ugyen Wangchuck).
Ella tenía dos hermanos y dos hermanas, y otros medio hermanos por los segundos matrimonios de sus padres:
- Dasho Gonpo Dorji, Chumed Zhalgno.
- Ashi Pema Dechen (1918-1991).
- Dasho Lam Nado (1920-1989).
- Ashi Chimi.

Desde una edad temprana, Ashi Phuntsho Choden recibió una educación tradicional, que incluía lecciones sobre el budismo. Recibió enseñanzas, empoderamiento y transmisiones de lectura en las tradiciones Drukpa Kargyu, Karma Kargyu, Dujom, Peling y Nyingthig, de renombrados lamas budistas.

## Matrimonio y descendencia
Se casó con el II Druk Gyalpo de Bután, su primo segundo, Jigme Wangchuck, en 1923 cuando tenía 12 años en el Palacio Thinley Rabten, en Phodrang. Ashi Phuntsho Choden era la hermanastra del abuelo materno de la actual reina de Bután, Jetsun Pema, y la bisabuela del V Druk Gyalpo de Bután, Jigme Khesar Namgyel Wangchuck. Se aseguró de que su único hijo, Jigme Dorji Wangchuck, aprendiera tanto inglés como hindi en la primera infancia para prepararlo para la creciente participación de Bután en la diplomacia extranjera.
Su hermana menor, Ashi Pema Dechen (1918-1991), fue la segunda esposa de su marido desde 1932 cuando tenía 14 años.

## Funciones reales
Ella era muy religiosa. Phuntsho Choden desempeñó un papel importante en el mantenimiento y fortalecimiento de la rica herencia budista de Bután. Construyó un legado de instituciones religiosas, estableció centros de aprendizaje espiritual y preservó las ricas imágenes que formaron un núcleo de la historia religiosa de Bután.
Creó el monumento Monumento Nacional Chorten en Timbu, que construyó en memoria de su hijo, Jigme Dorji Wangchuck, para el bienestar de la nación y el pueblo.

## Fallecimiento
Murió el 24 de agosto de 2003 en el Palacio de Dechencholing. Su cuerpo fue colocado ceremoniosamente durante 49 días y fue llevado a lugares en los que había estado cuando vivía.

## Títulos, estilos y honores

### Títulos y tratamientos
| ● 1911-26 de agosto de 1926:                | Señora Phuntsho Choden               |
| ● 26 de agosto de 1926-30 de marzo de 1952: | Su majestad la reina de Bután        |
| ● 30 de marzo de 1952-21 de julio de 1972:  | Su majestad la reina madre de Bután  |
| ● 21 de julio de 1972-24 de agosto de 2003: | Su majestad la reina abuela de Bután |

### Honores
Nacionales
- Medalla de investidura del rey Jigme Singye (2 de junio de 1974).
- Medalla conmemorativa del Jubileo de plata del rey Jigme Singye (2 de junio de 1999).

## Ancestros
|  |                                                                |  |  |  |  |  |  |  |  |  |  |  |  |  |  |  |
|  | 4. Lamala                                                      |  |  |  |  |  |  |  |  |  |  |  |  |  |  |  |
|  |                                                                |  |  |  |  |  |  |  |  |  |  |  |  |  |  |  |
|  |                                                                |  |  |  |  |  |  |  |  |  |  |  |  |  |  |  |
|  | 2. Jamyang, Chumed Zhalgno                                     |  |  |  |  |  |  |  |  |  |  |  |  |  |  |  |
|  |                                                                |  |  |  |  |  |  |  |  |  |  |  |  |  |  |  |
|  |                                                                |  |  |  |  |  |  |  |  |  |  |  |  |  |  |  |
|  | 5. Kunzang Lhamo                                               |  |  |  |  |  |  |  |  |  |  |  |  |  |  |  |
|  |                                                                |  |  |  |  |  |  |  |  |  |  |  |  |  |  |  |
|  |                                                                |  |  |  |  |  |  |  |  |  |  |  |  |  |  |  |
|  | 1. Phuntsho Choden                                             |  |  |  |  |  |  |  |  |  |  |  |  |  |  |  |
|  |                                                                |  |  |  |  |  |  |  |  |  |  |  |  |  |  |  |
|  |                                                                |  |  |  |  |  |  |  |  |  |  |  |  |  |  |  |
|  | 24. Ugyen Phuntsho, VIII Penlop de Trongsa (= 30)              |  |  |  |  |  |  |  |  |  |  |  |  |  |  |  |
|  |                                                                |  |  |  |  |  |  |  |  |  |  |  |  |  |  |  |
|  |                                                                |  |  |  |  |  |  |  |  |  |  |  |  |  |  |  |
|  | 12. Pema Tenzin, Penlop de Jakar                               |  |  |  |  |  |  |  |  |  |  |  |  |  |  |  |
|  |                                                                |  |  |  |  |  |  |  |  |  |  |  |  |  |  |  |
|  |                                                                |  |  |  |  |  |  |  |  |  |  |  |  |  |  |  |
|  | 25. Rinchen Pelmo (= 31)                                       |  |  |  |  |  |  |  |  |  |  |  |  |  |  |  |
|  |                                                                |  |  |  |  |  |  |  |  |  |  |  |  |  |  |  |
|  |                                                                |  |  |  |  |  |  |  |  |  |  |  |  |  |  |  |
|  | 6. Chimi Dorji, Dzongpon de Timbu                              |  |  |  |  |  |  |  |  |  |  |  |  |  |  |  |
|  |                                                                |  |  |  |  |  |  |  |  |  |  |  |  |  |  |  |
|  |                                                                |  |  |  |  |  |  |  |  |  |  |  |  |  |  |  |
|  | 13. Lhamo                                                      |  |  |  |  |  |  |  |  |  |  |  |  |  |  |  |
|  |                                                                |  |  |  |  |  |  |  |  |  |  |  |  |  |  |  |
|  |                                                                |  |  |  |  |  |  |  |  |  |  |  |  |  |  |  |
|  | 3. Decho Dorji                                                 |  |  |  |  |  |  |  |  |  |  |  |  |  |  |  |
|  |                                                                |  |  |  |  |  |  |  |  |  |  |  |  |  |  |  |
|  |                                                                |  |  |  |  |  |  |  |  |  |  |  |  |  |  |  |
|  | 28. Pila Gonpo Wangyal                                         |  |  |  |  |  |  |  |  |  |  |  |  |  |  |  |
|  |                                                                |  |  |  |  |  |  |  |  |  |  |  |  |  |  |  |
|  |                                                                |  |  |  |  |  |  |  |  |  |  |  |  |  |  |  |
|  | 14. Jigme Namgyal, X Penlop de Trongsa y LI Druk Desi de Bután |  |  |  |  |  |  |  |  |  |  |  |  |  |  |  |
|  |                                                                |  |  |  |  |  |  |  |  |  |  |  |  |  |  |  |
|  |                                                                |  |  |  |  |  |  |  |  |  |  |  |  |  |  |  |
|  | 29. Sonam Pedzom                                               |  |  |  |  |  |  |  |  |  |  |  |  |  |  |  |
|  |                                                                |  |  |  |  |  |  |  |  |  |  |  |  |  |  |  |
|  |                                                                |  |  |  |  |  |  |  |  |  |  |  |  |  |  |  |
|  | 7. Yeshay Choden                                               |  |  |  |  |  |  |  |  |  |  |  |  |  |  |  |
|  |                                                                |  |  |  |  |  |  |  |  |  |  |  |  |  |  |  |
|  |                                                                |  |  |  |  |  |  |  |  |  |  |  |  |  |  |  |
|  | 30. Ugyen Phuntsho, VIII Penlop de Trongsa (= 24)              |  |  |  |  |  |  |  |  |  |  |  |  |  |  |  |
|  |                                                                |  |  |  |  |  |  |  |  |  |  |  |  |  |  |  |
|  |                                                                |  |  |  |  |  |  |  |  |  |  |  |  |  |  |  |
|  | 15. Pema Choki                                                 |  |  |  |  |  |  |  |  |  |  |  |  |  |  |  |
|  |                                                                |  |  |  |  |  |  |  |  |  |  |  |  |  |  |  |
|  |                                                                |  |  |  |  |  |  |  |  |  |  |  |  |  |  |  |
|  | 31. Rinchen Pelmo (= 25)                                       |  |  |  |  |  |  |  |  |  |  |  |  |  |  |  |
|  |                                                                |  |  |  |  |  |  |  |  |  |  |  |  |  |  |  |
|  |                                                                |  |  |  |  |  |  |  |  |  |  |  |  |  |  |  |